# Charles-Frédéric Lauth
Pour les articles homonymes, voir Lauth.
Charles-Frédéric Lauth (1865-1922) est un peintre français. Il fut l'époux d'Aurore Sand (1866-1961), petite-fille de George Sand.

## Biographie
Né le 17 janvier 1865 à Paris 6e, Charles-Frédéric Lauth entre aux Beaux-arts de Paris en 1885 et devient l'élève en peinture d'Alexandre Cabanel, puis de Fernand Cormon et d'Albert Maignan.
Il épouse Aurore Sand le 16 novembre 1889 à Paris 16e.
Il expose pour la première fois à Paris au Salon des artistes français de 1889, puis au salon de Mulhouse en 1890. En 1891, il montre au salon de Paris le portrait d'Aurore Lauth-Sand, son épouse, celui à la robe bleue, désormais exposé au domaine de George Sand. Devenu membre de la Société des artistes français, il expose à leur salon régulièrement jusqu'en 1919.
C'est essentiellement un peintre de portraits. Certaines de ses compositions sont inspirées de l'Espagne.
Il est membre de la société amicale La Marmite.
Il meurt à Paris 6e le 23 mars 1922.

## Œuvres dans les collections publiques

Portrait d'Aurore Sand de profil, huile sur toile, musée de la Vie romantique.

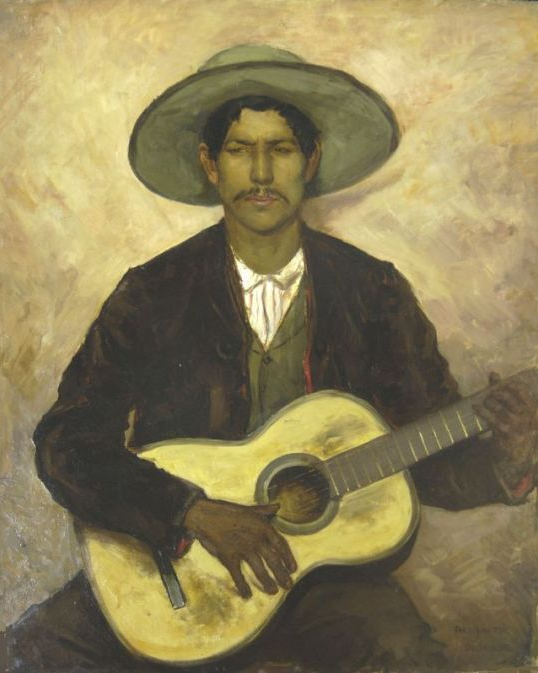
Don Pipo, guitariste de Grenade, huile sur toile, 1903, collection privée.

- Beaufort-en-Vallée, musée Joseph Denais, Sancho Pança, huile sur toile, s.d[4].
- Belfort, musée d'Art et d'Histoire:
  - Tête de femme, huile sur toile marouflée sur carton, s. d.
  - Place en Espagne, huile sur toile, s. d.
- Châteauroux, musée Bertrand, Le grenier aux accessoires, huile sur toile, s.d[5].
- Dijon, musée des Beaux-Arts de Dijon, La Dame aux voiles noirs, huile sur toile, s.d[6].
- Nohant-Vic, Domaine de George Sand :
  - Portrait d'Aurore Sand à la robe bleue, huile sur toile, 1891[7].
- Paris, Cité de la musique :
  - Portrait de femme, huile sur toile, 1905[8].
  - Portrait de Marie Roger-Miclos (1860-1951), huile sur toile, s.d[9].
- Paris, ENSBA, Figure dessinée d'après nature, pierre noire et fusain, vers 1886[10].
- Paris, musée de la Vie romantique :
  - Portrait d'Aurore Sand de profil, huile sur toile, s.d[11].
  - La Salle à manger de George Sand à Nohant, huile sur panneau, s.d[12].
- Rennes, MBAR, La Rose noire, huile sur toile, s.d[13].
- Strasbourg, MAMCS :
  - Portrait de Madame Aurore Lauth-Sand, huile sur toile, s.d[14].
  - Lisière de forêt, huile sur toile, s.d[15].
  - Le Vestiaire du Théâtre de George Sand à Nohan, huile sur toile, s.d[16].
  - L'Espagnole, huile sur toile, s.d[17].